# Iglesia de San Miguel Arcángel (Moreruela de Tábara)
La iglesia de San Miguel Arcángel es un templo religioso románico que se encuentra en la localidad y municipio de Moreruela de Tábara, perteneciente a la Tierra de Tábara, en la provincia de Zamora, dentro de la comunidad autónoma española de Castilla y León. La iglesia fue posiblemente en el siglo XI la primera fundación cenobítica de los santos Froilán y Atilano. La iglesia sufrió reformas en el siglo XVIII y fue restaurada completamente a finales del siglo XX.

## Historia
Con base en la mayoría de los estudios realizados la iglesia románica de Moreruela de Tábara, construida en un principio como monasterio a finales del siglo XI, fue posiblemente la primera fundación cenobítica de Froilán y Atilano, posteriores obispos de Zamora y de León. Ambos fundaron este cenobio con el apoyo de Alfonso III de Asturias, en el cual llegaron a vivir hasta doscientos monjes, además del complejo monástico de San Salvador de Tábara en la zona de Tábara (y otros tantos bajo el patronazgo de Alfonso III). Fue destruida durante las acometidas de los reinos musulmanes del sur, posiblemente por Almanzor, a finales de la décima centuria. Años más tarde fue reconstruida a partir de sus ruinas y advocada a Santiago de Moreruela, sin embargo, terminó por ser trasladada (no en su totalidad) y advocada a Santa María en el monasterio de Santa María de Moreruela al otro lado de la orilla del río Esla, a 7,84km de su ubicación original, monasterio que actualmente conserva sus ruinas y forma parte del territorio municipal de Granja de Moreruela. Según sus investigaciones parece ser evidente que las ruinas restantes en el municipio de Moreruela de Tábara serían aprovechadas para seguramente ser reconstruidas por sus habitantes y adaptadas a la iglesia parroquial actualmente conocida como iglesia de San Miguel Arcángel, remozándose y ampliándose con nuevas galas. Tras haber sido ya advocada a San Miguel Arcángel constan como restauraciones de la iglesia una primera realizada en el siglo XVIII y una última y definitiva del siglo XX.

## Arquitectura
Se trata de un templo religioso de origen románico que contiene enorme diversidad de fragmentos ornamentales y formas pertenecientes al estilo arquitectónico de los siglos XII y XIII, además de elementos decorativos godos y mozárabes .

### Arquitectura interior
Con una planta basilical de tres naves separadas por arcadas de vanos apuntados, conserva un rosetón de rueda, una portada de arcos, pilares rematados en capiteles tanto lisos como ornamentados con símbolos vegetales, enigmáticos personajes y una hermosa celosía que indica que en el pasado fue un edificio de importancia y riqueza ornamental. Del siglo XII perduran fragmentos de friso empotrado en el muro norte y otro en el testero oriental.

### Arquitectura exterior
En la cabecera se pueden observar las tres capillas rectangulares de cada nave, siendo la del centro la más ancha. En el muro oriental se sitúa el emblemático rosetón del templo, cuyas características guardan grandes semejanzas con el de la iglesia de San Juan de Puerta Nueva en Zamora. Cuenta también con impostas y sillares, cadenetas de entrelazo, ruedas helicoidales, rosetas inscritas en estrellas y clípeos con junquillos sogueados.

## Restauraciones
Desde su fundación, observando su historia se pueden observar varias restauraciones o reconstrucciones de la edificación, primeramente, tras ser destrozada por el ejército de Almanzor, fue reconstruida y advocada a Santiago de Moreruela. Seguidamente fue reconstruida a partir del material de la zona original en el monasterio de Santa María de Moreruela, así como indican las marcas de cantera y extracción de roca en el templo actual. Finalmente, fue reedificada de sus restos en su lugar de origen, terminando por ser advocada a San Miguel Arcángel.
Sin embargo, a pesar de que la edificación haya sufrido diversas reformas a lo largo de la historia por diversos motivos, desde su nombramiento como propiamente iglesia de San Miguel Arcángel sus detalles fueron restaurados por primera vez durante el siglo XVIII y por última vez, a finales del siglo XX, dándose en esta ocasión su restauración completa.